# Jedle Veitchova
Jedle Veitchova (Abies veitchii) je jehličnatý strom z čeledi borovicovité, z rodu jedlí, jehož domovinou jsou hory na ostrovech Honšú a Šikoku v Japonsku.

## Synonyma
- Abies eichleri.
- Abies nordmanniana varieta eichleri.
- Abies veitchii varieta nikkoensis.
- Abies veitchii varieta olivacea.
- Abies veitchii varieta reflexa.
- Abies veitchii varieta komagatakensis.

## Popis
Stálezelený, jehličnatý, rychle rostoucí strom (prvních 20 let života strom roste až 100 cm za rok), dorůstající 25-30 m. Koruna kuželovitá, často zavětvená až k zemi. Borka šedá a hladká. Pupeny malé, vejčitě kulovité. Letorosty červenohnědé, chlupaté. Jehlice 1-3 cm dlouhé a 2 mm široké, seshora tmavě zelené, vespod se dvěma modrobílými stomatárními (od slova stoma též průduch) proužky, husté, směřující vzhůru. Samčí šištice 10-12 mm dlouhé, 6 mm široké. Samičí šištice válcovité a přisedlé, 2,5 mm dlouhé a 4 mm široké, nachové. Šišky 4,5-6,5 cm dlouhé a 3 cm široké, válcovité, zpočátku modrofialové, později dozráváním hnědé. Semena 7 mm dlouhá a 3,5 mm široká, šedá až žlutá s 5 mm dlouhým, černomodrým křídlem. Strom kvete v červnu, semena dozrávají červenec-září.

## Příbuznost
Strom existuje ve 2 varietách:
- Abies veitchii varieta veitchii – vyskytuje se na ostrově Honšú – hora Ōdaigahara.
- Abies veitchii varieta sikokiana – vyskytuje se na ostrově Šikoku – hora Tsurugi, hora Ishizuchi.

## Výskyt
Japonsko – ostrov Honšú, ostrov Šikoku.

## Ekologie
Vysokohorský strom, roste v nadmořských výškách 1200-2800 m. Půdy obvykle vulkanického typu, podzolové, dobře odvodňované, pH kolem 5 (kyselá půda). Klima studené a vlhké. Mrazuvzdorný do -40 °C. Strom nesnáší znečištění ovzduší. Naproti tomu snáší dobře i přistínění. Jedle Veitchova se nedožívá příliš vysokého věku.
Strom roste často spolu se stromy jiných druhů: s jehličnatými: jedlí Mariesovou (Abies mariesii), modřínem japonským (Larix kaempferi), smrkem ajanským (Picea jezoensis poddruh hondoensis), zeravem japonským (Thuja standishii), borovicí drobnokvětou (Pinus parviflora), borovicí zakrslou (Pinus pumila), jedlovcem různolistým (Tsuga diversifolia), i listnatými: višní niponskou (Prunus nipponica), břízou (Betula corylifolia), břízou Ermanovou (Betula ermanii) a dalšími.

## Využití člověkem
Poměrně pevné a ohebné dřevo je využíváno ve stavebnictví, na kuchyňské nádobí a dřevovinu.
Strom je často pěstován jako okrasná dřevina v parcích, zahradách a arboretech. Taktéž občas využíván jako vánoční stromek.

## Ohrožení
- Varieta veitchii:

Díky vysokým regeneračním a rozmnožovacím schopnostem není strom považován za ohrožený, jeho populace je stabilní.
- Varieta sikokiana:

Tato varieta je nicméně považována za zranitelnou i přesto, že je chráněna před kácením v národním parku, pro malou oblast výskytu (kolem vrcholků hor Tsurugi a Ishizuchi), která může, v kombinaci například s lesním požárem, populaci stromu ohrozit. Stav populace této variety není znám.